# Ahas

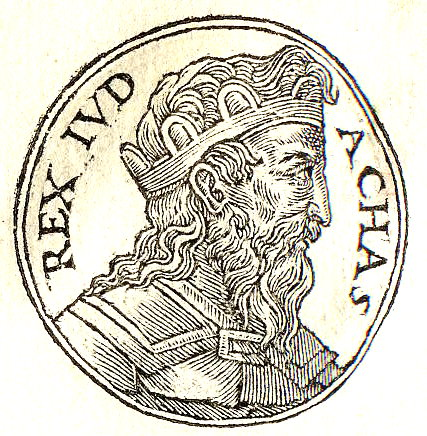
Ahas aus „Promptuarii Iconum Insigniorum“

Ahas (hebräisch אחז, assyrisch Jauhazi, auch Achaz) war König des Südreiches Juda (735–715 v. Chr.), Nachfolger seines Vaters Jotam und Vorgänger seines Sohnes Hiskija.
In den ersten Jahren seiner Regierungszeit war Ahas Mitregent seines Großvaters Asarja (Usija), nach dessen Tod um 740 v. Chr. wurde er selbst König. 733 v. Chr. brach der syrisch-ephraimitische Krieg aus, in dem Rezin von Aram (Damaskus) und Pekach von Israel versuchten (2 Kön 16,5 ), den assyrerfeindlichen Aramäer Ben Tabeal zum judäischen König (Jes 7,6 ) zu machen, nachdem sie vergeblich versucht hatten, Ahas in die assyrienfeindliche Koalition zu zwingen. Doch Ahas bestach der Bibel zufolge (2 Kön 16,8 ) den assyrischen König Tiglat-Pileser III. mit Schätzen aus dem Jerusalemer Tempel (2 Kön 16,8 ); (2 Chr 28,21 ), Sondersteuern der Eliten (2 Chr 28,21 ) und seinem eigenen Vermögen (2 Kön 16,8 ), so dass dieser gegen Damaskus zog, es einnahm und Rezin tötete. In der Folge wurde Ahas assyrischer Vasall und ließ im Tempel von Jerusalem den Assyrern zuliebe Änderungen vornehmen (2 Kön 16,15–18 ), die die hergebrachte Religionspraxis den assyrischen Riten annäherten. Der biblische Text erzählt auch, dass Ahas Menschenopfer zugunsten des Moloch einführte, indem er seinen eigenen Sohn dem Feuertod übergab.
Von der dortigen Unterordnung der Religion unter den Staat leitet sich der Ausdruck Ahasiten ab.